# بویات (شماخی)
بویات (به لاتین: Boyat) یک منطقه مسکونی در جمهوری آذربایجان است که در شهرستان شماخی واقع شده‌است.